# Кайрско петоъгълно пано
Кайрското петоъгълно пано е пано от Евклидова плоскост. Името идва от факта, че няколко от улиците в Кайро са павирани по този начин. Използваните петоъгълници са симетрични, но с една по-къса страна. То е едно от 15-те познати моноедрични петоъгълни пана. Неговото дуално е скосеното квадратно пано.
Нарича се също пано на МакМахон по името на Пърси Александър МакМахон след негова публикация New Mathematical Pastimes от 1921 г. Конуей нарича паното четирикратен пентил.
Петоъгълниците, с които се реализира покритието, не са правилни: една от страните е по-къса (sqrt(3)-1) и два от ъглите са прави (90°), докато останалите са тъпи (120°), но фигурата е симетрична. Четири петоъгълника образуват сплеснат шестоъгълник, фигура с която лесно се намира решението за плътно покритие.

### Варианти
За кайроското пано са известни варианти, използващи плочки с по-ниска симетрия. Например, петоъгълникът може да има две различни двойки равни страни и два прави ъгъла.

## Дуално пано
Каирското пано е дуално на покритие, получено от подреждане на два квадрата и три равностранни триъгълника около всеки връх: правите ъгли на всяка от плочките задават центровете на квадратите, а тъпите ъгли - тези на триъгълниците.

### Дуални четиричетириъгълни пана
- квадратно пано
- четириделно квадратно пано
- квадратно пано
- четириделно квадратно пано
- квадратно пано
- квадратно пано
- четириделно квадратно пано
- кайрско петоъгълно пано и призматично петоъгълно пано

### Четириредови цветни петоъгълни пана
- квадратен трапецоедър
- петоъгълен икоситетраедър
- кайрско петоъгълно пано
- четирипеторедово цветно петоъгълно пано
- четиришесторедово цветно петоъгълно пано
- четириседморедово цветно петоъгълно пано
- четириосморедово цветно петоъгълно пано
- четиридеветоредово цветно петоъгълно пано